# Calle París
Calle París fue un dúo musical formado por los hermanos Patricia y Paul, procedentes de Madrid, España.

## Biografía
Patricia y Paul son hermanos nacidos en Madrid, hijos del cantante francés Georgie Dann y de Emy, natural de Cataluña (una de sus bailarinas con quien se casó en 1974). Mitad franceses y mitad españoles, pertenecientes a una familia de músicos, desde muy niños empezaron a componer, escribir y tocar instrumentos. Cada uno tuvo sus proyectos musicales hasta que en la universidad, estudiando comunicación audiovisual, su vida dio un giro radical al empezar a trabajar juntos en varios cortos cinematográficos. A principios de 2004, decidieron probar suerte en la música juntos. El nombre del grupo vino de la mano “Calle París”. Porque en él como en ellos, está esa mezcla que les caracteriza (Calle en español, y París en francés) y porque cuando lo decidieron sonaba de fondo en el coche “Una calle de París” de Duncan Dhu.[cita requerida]. Al cabo de unos meses, Patricia sufrió un grave accidente de coche, lo que les hizo replantear su vida. Decidieron dejarlo todo y apostar por la música. Pronto ya tenían cerca de cuarenta canciones a piano/guitarra y voz. Tras cinco años tocando y más de año y medio de negociaciones y esperas, les dan la oportunidad de publicar su trabajo en un disco.

## Música
Se dieron a conocer con la canción "Te esperaré" que se empezó a escuchar a finales de 2008 en las radios más importantes de España. Esta canción pertenece a su álbum debut Palabras secretas que se publicó el 2 de diciembre de 2008. En el año 2012 publicaron un nuevo trabajo musical llamado Huracán - EP el cual incluye cuatro temas inéditos y un acústico. La promoción de este nuevo trabajo se da con el sencillo polvo de estrellas.

## Premios
El 2 de octubre de 2009 fueron nominados a Mejor Artista Revelación en los Premios 40 Principales 2009 junto a Second, Zenttric, Ilsa y Ragdog. El 11 de diciembre de 2009 fueron galardonados como Mejor Artista Revelación en la gala de los Premios 40 Principales.

## Discografía
- 2008: Palabras secretas
- 2012: Huracán - EP

## Sencillos
- 2008: Te esperaré (#8 Los 40)
- 2009: Tú, sólo tú (#22 Los 40)
- 2009: Tienes que hacerlo por ti (#22 Los 40)
- 2012: Polvo de estrellas (#31 Los 40)
- 2012: Quedará